# بهسود (هزاره)
بهسود اسم: بهسود (پسر) (فارسی) (تاریخی و کهن) (تلفظ: behsud) (فارسی: بِهسود) (انگلیسی: behsud)
معنی: خوش آسودن، از نامهای زمان ساسانیان ، اسم فارسی، اسم تاریخی و کهن  یکی از قبیله‌های بزرگ هزاره در افغانستان است.
امروز قوم بهسود دارای ۷ قبیله، ۲۷ تیره و ۱۱۰ طایفه می‌باشد.

## پیشینه
تاریخ قابل توجه قبیله بهسود از قرن نوزدهم آغاز می‌شود، زمانی که رئیس قبیله قرن نوزدهم بهسود میر یزدان بخش از اولین روسای هزاره که بی‌نتیجه تلاش کرد تا همه هزاره‌ها را متحد کند. اما با وجود مساعی زیاد از نیروهای امیر دوست‌محمدخان شکست خوردند. در مقاومت‌های بعدی در برابر اتحاد جماهیر شوروی و بعداً طالبان، بیشتر رهبری سیاسی مدرن هزاره‌ها از بین بهسودی‌ها ظهور کرده‌است. از جمله اولین حاکم غیر پشتون افغانستان که از قبیله بهسود می‌توان یاد کرد سلطان علی کشتمند، نخست‌وزیر جمهوری دموکراتیک افغانستان از سال ۱۹۸۱ الی ۱۹۸۹ می‌باشد.

## قبایل
بهسود برادر مقصود است؛ دای دهقان جد آنها می‌باشد. قلمرو بهسودی‌ها از دایزنگی تا جلال‌آباد بود. اولاده بهسود شامل بخشی از ولایات میدان‌وردک، بامیان، غزنی و کابل بودند، آنها معروف به شاخه مغربی هستند؛ اولاده مقصود شامل بخشی از ولایات ننگرهار پکتیا و کابل بودند، آنها معروف به شاخه مشرقی هستند. قبر بهسود واقع در کوه قروغ ولایت کابل و قبر مقصود واقع در ولسوالی بهسود، ولایت ننگرهار می‌باشد. شاخه مغربی امروز در دو ولسوالی اصلی حصه اول و حصه دوم بهسود ساکن هستند. شاخه مشرقی امروز اکثریت شان میان پشتون‌ها جذب شده‌اند و اقلیت شان در ولسوالی بهسود ننگرهار ساکن هستند.

### شاخه مغربی بهسود
جد این شاخه بابه بهسود است و او هفت پسر داشت:
1. دولت‌پای ساکن حصه اول بهسود
2. درویش‌علی ساکن حصه دوم بهسود
3. ایسم تیمور ساکن حصه دوم بهسود
4. قبتستان ساکن حصه دوم بهسود
5. زردک ساکن دایمیرداد، جغتوی وردک و جغتوی غزنی
6. مراد بیگ ساکن پغمان
7. فاضل بیگ ساکن کابل

### قبیله دولت‌پای
دولت پای پسر بابه بهسود است؛ او ۶ پسر دارد:
1. خالق، دارای ۱ زیرقبیله؛ ولیمه
2. درویشان، دارای ۱ زیرقبیله؛ چوکنه
3. دوستدار، دارای ۴ زیرقبیله؛ قاسم، سبزی، همت و شاه‌قدم
4. میربچه، دارای ۴ زیرقبیله؛ پَرَگ، نورکه، جمشاد و شیرمحمد
5. باتور، دارای ۵ زیرقبیله؛ خوشک، جومَی، توبَی، عیدَی و اوغونی
6. قول‌خویش، دارای ۵ زیرقبیله؛ چولی، دَیکلانی، میرخانه، ییربَبَه و بُرغسان

#### تیره دوستدار
دوستدار پسر دولت‌پای است؛ او ۴ پسر داشت:
1. شاه‌قدم، دارای ۱ طایفه؛ آدینه
2. همت، دارای ۱ طایفه؛ میرجمع
3. سبزی، دارای ۲ طایفه؛ ساده‌لی و کته‌کالا
4. قاسم، دارای ۴ طایفه؛ اور حاجی‌خان، اور علی‌شیر، اور گل‌محمد و اور نوروزعلی

#### ساکنین قول خویش
دره قول‌خویش ۴ تیره دارد که مربوط به دولت‌پای می‌شود:
1. میرخانه، دارای ۱ طایفه؛ چولی
2. ییربَبه، دارای ۱ طایفه؛ دولت قلی
3. برغسان دارای ۳ طایفه؛ تور، خوشک و شیرمحمد
4. دَیکلانی دارای ۴ طایفه؛ ساقی، یاری، خلقی و دومنی

#### نکات مهم قبیله دولت‌پای
- ولسوالی حصه اول بهسود تماماً اولاده دولت‌پای است. این ولسوالی سه برابر کوچکتر از ولسوالی حصه دوم بهسود است.
- قبیله دولت‌پای از هفت قبیله بزرگ بهسود و تنها قبیله حصه اول بهسود است.
- قبیله دولت‌پای دارای ۶ تیره و ۴۱ طایفه است.
- طایفه‌های قلندر و نوری هنوز معلوم نیست متعلق به دولت پای است یا خیر.
- آرامگاه باتور، جد تیزکی‌های کجاب در جلگه تیزک بهسود قرارا دارد.
- آرامگاه ییربَبه، جد طایفه دولت قلی قول خویش در قلعه نو بهسود قرار دارد.
- سعید احمدخان، نایب سالار دولت امان‌الله‌شاه از طایفه ساده‌لی، شاخه همت، تیره دوستدار قبیله دولت‌پای است.
- نیک‌محمد شاهنوری فرمانده جهادی حزب وحدت از طایفه ساده‌لی، شاخه همت، تیره دوستدار قبیله دولت‌پای است.
- کریم خلیلی، دبیرکل حزب وحدت از شاخه برغسان قول خویش دولت‌پای می‌باشد.

### قبیله درویش علی
درویش علی پسر بابه بهسود است؛ او ۴ پسر دارد:
1. خُردی، خود زیرقبیله اصلی است.
2. اتا، دارای ۶ زیرقبیله؛ بنده‌علی، محمدعلی، قَتیغ، دلخوش، رحیمداد و اور جَلندر
3. عبدلعلی، دارای ۶ زیرقبیله؛ جمع‌علی، خوردی، پنجی، تومان، ارب و دوست
4. قنبرعلی، دارای ۱۰ زیرقبیله؛ اَبَغه، بابه، باقی، خوشی، شاه‌قدم، عطر، شکور، پیوند، علی‌داد و دوست

#### تیره عبدالعلی
عبدالعلی پسر درویش علی است؛ او ۶ پسر دارد:
1. پنجی، خود طایفه اصلی است.
2. تومان، خود طایفه اصلی است.
3. ارب، خود طایفه اصلی است.
4. دوست، خود طایفه اصلی است.
5. خوردی، دارای ۶ طایفه؛ پرده، سبزه، پاینده، موسی، دِلسا و امیر
6. جمع‌علی، دارای ۸ طایفه؛ اوتک، اوربای،نظر، بیکی، ماکی، میانه، پاینده، چوپان و دادَی،بیو

#### تیره قنبرعلی
قنبرعلی پسر درویش علی است؛ او ۱۰ پسر دارد:
1. باقی، خود طایفه اصلی است.
2. خوشی، خود طایفه اصلی است.
3. شاه‌قدم، خود طایفه اصلی است.
4. عطر، خود طایفه اصلی است.
5. شکور، خود طایفه اصلی است.
6. پیوند، خود طایفه اصلی است.
7. علی‌داد، خود طایفه اصلی است.
8. بابه، دارای ۲ طایفه؛ خدیر و مونه‌دال
9. دوست، دارای ۴ طایفه؛ رشک، قرخ، تاله‌قول و گیدرگان
10. اَبَغه، دارای ۵ طایفه؛ نظر، مزید، محب، دولت‌بیگ و غلاشی

#### نکات مهم قبیله درویش‌علی
- ولسوالی حصه دوم بهسود تماماً اولاده درویش علی است. این ولسوالی سه برابر بزرگتر از ولسوالی حصه اول بهسود است.
- قبیله درویش علی از هفت قبیله اصلی بهسود و سه قبیله بزرگ حصه دوم بهسود است.
- قبیله درویش علی دارای ۴ تیره و ۴۷ طایفه است.

### قبیله ایسم تیمور
ایسم تیمور پسر بابه بهسود است؛ او ۶ پسر دارد:
1. باتور، خود زیرقبیله اصلی است.
2. بایان، خود زیرقبیله اصلی است.
3. میرچهلتن، خود زیرقبیله اصلی است.
4. چولی، خود زیرقبیله اصلی است.
5. بهلول، دارای ۱ زیرقبیله؛ بابکه
6. جلیل، دارای ۴ زیرقبیله؛ مَرَگ، یَرَگ، مولی و اسقال

#### طایفه بابکه
بابکه پسر بهلول و نواسه ایسم تیمور است؛ او ۶ پسر دارد:
1. جامی، خود طایفه اصلی است.
2. نوری، خود طایفه اصلی است.
3. دل‌جمع، خود طایفه اصلی است.
4. دل‌بیانی، خود طایفه اصلی است.
5. کلان زیی، خود طایفه اصلی است.
6. خوردک زیی، خود طایفه اصلی است.

### قبیله قبتستان
قبتستان پسر بابه بهسود است؛ او ۸ پسر دارد:
1. دهقان، خود زیرقبیله اصلی است.
2. میرشادی‌بیگ، خود زیرقبیله اصلی است.
3. میزه، خود زیرقبیله اصلی است.
4. کلان زیرده، خود زیرقبیله اصلی است.
5. خردک زیده، خود زیرقبیله اصلی است.
6. نوروز دارای ۲ زیرقبیله؛ جمبود و بهبود
7. راموز دارای ۴ زیرقبیله؛ نظر، لاله‌که، شاهی و پیرمحمد
8. دامرده دارای ۵ زیرقبیله؛ نیازمحمد، شادمحمد، آقامراد، زولفی و نکر

#### نکات مهم قبیله قبتستان
- قبیله قبتستان از هفت قبیله اصلی بهسود و سه قبیله بزرگ حصه دوم بهسود است.
- قبیله قبتستان دارای ۸ تیره و ۱۱ طایفه است.

### زردک
زردک پسر بابه بهسود است؛ او ۳ پسر دارد:
1. خوات؛ ساکن ولسوالی ناور ولایت غزنی
2. جرغی؛ ساکن ولسوالی ناور ناور ولایت غزنی
3. برجگی؛ ساکن ولسوالی ناور ولایت غزنی

- قبیله زردک سه تیره اصلی دارد.
- قبیله زردک از هفت قبیله بزرگ بهسود است.

### قبیله مرادبیگ
طایفه‌های قبیله مراد بیگ روشن نیست اما هزاره‌های آن گدی و در ولسوالی‌های پغمان و ده‌سبز کابل سکونت دارند. این قبیله از هفت قبیله اصلی بهسود می‌باشد.

### قبیله فاضل‌بیگ
طایفه‌های قبیله فضل بیگ روشن نیست اما هزاره‌های آن گدی و در حومه کابل سکونت دارند. این قبیله از هفت قبیله اصلی بهسود می‌باشد.

## افراد مشهور
- میر یزدان بخش، رئیس قبیله بهسود در قرن نوزدهم
- شربت علی چنگیزی، مارشال هوایی نیروهای هوایی پاکستان
- سلطان علی کشتمند، نخست‌وزیر جمهوری دموکراتیک افغانستان
- کریم خلیلی، دبیرکل حزب وحدت اسلامی افغانستان و معاون پیشین ریاست جمهوری اسلامی افغانستان
- حاج کاظم یزدانی، تاریخ‌نگار و نویسنده
- روح‌الله نیکپا، برنده مدال برنز تکواندو در المپیک ۲۰۰۸ پکن و ۲۰۱۲ لندن
- صادق مدبر
- غلام حسین ناصری
- عبدالغنی علی‌پور